# 板荷駅

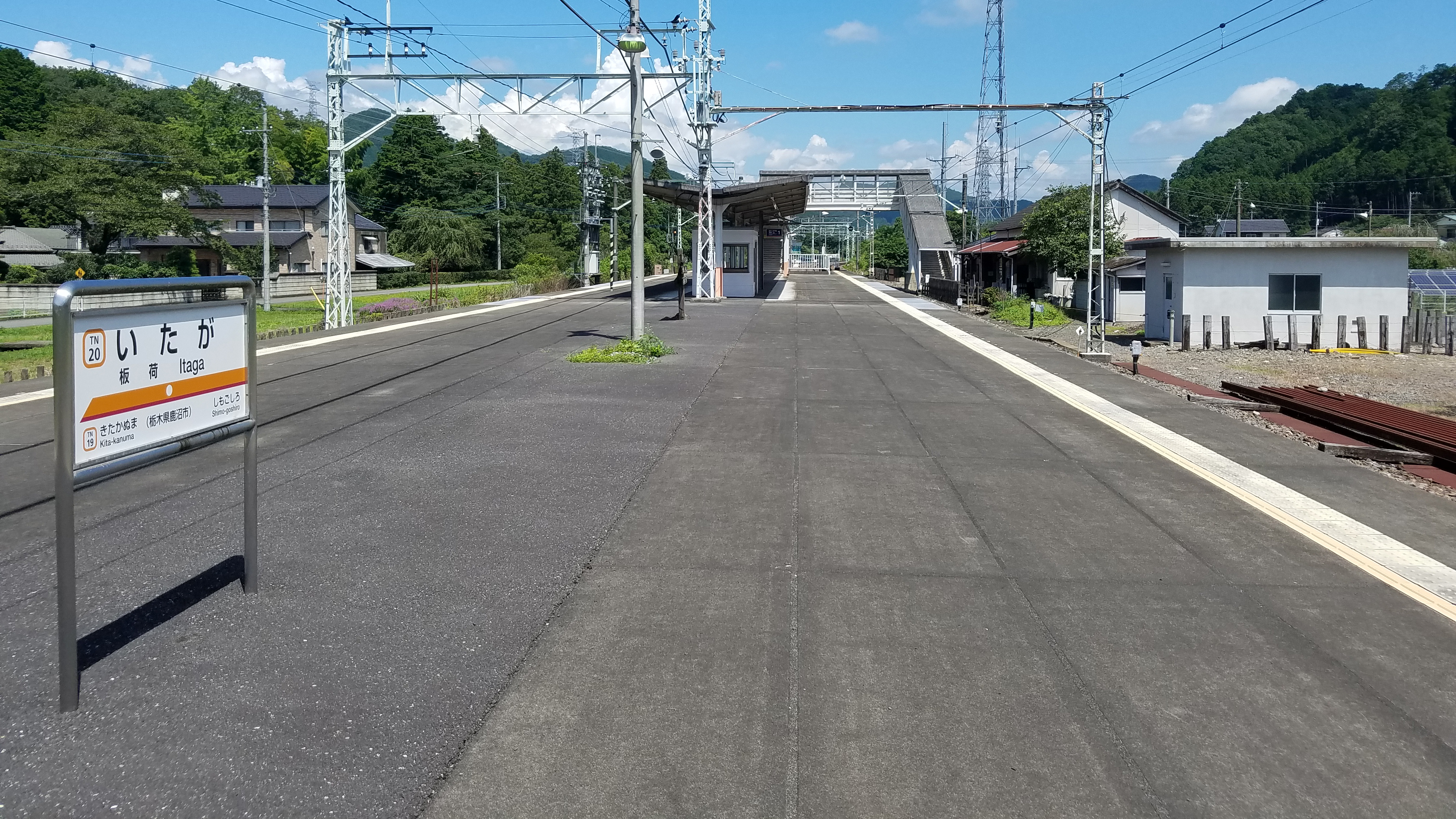
ホーム（2021年8月）

板荷駅（いたがえき）は、栃木県鹿沼市板荷にある東武鉄道日光線の駅である。駅番号はTN 20。

## 歴史
- 1929年（昭和4年）7月7日 - 開業[1]。
- 2006年（平成18年） - ホーム有効長を6両編成対応に延伸し、1面2線化。
- 2012年（平成24年）
  - 3月17日 - TN 20の駅ナンバリングを導入。
  - 10月 - 営業体制合理化により駅員配置が日中のみとなり、自動券売機を撤去。
- 2020年（令和2年）6月22日 - この日より当面の間、駅員配置が休止となる。

## 駅構造
島式ホーム1面2線を有する地上駅。木造駅舎を有する。かつては外側に通過線があり、優等列車を待避することが可能な構造であり、下り待避線から上り待避線に入線することも可能であったが、2006年にホーム有効長を4両編成対応から6両編成対応に延伸する際に待避線を埋める形で延伸したため、ホームの幅員はかなり広い。また、東武日光寄りの上り待避線には引込線があった。駅舎は線路の東側にあり、ホームとは跨線橋により連絡している。
東武日光駅管区新鹿沼駅管理で日中のみ駅員が配置されるが、2020年6月22日より休止されている。2012年以前は自動券売機が設置されていたが現在は撤去されており、切符は駅員から直接購入し（手書きのため時間がかかり、自動改札を通ることができない。）、入場券は硬券で販売されていた。現在は窓口営業時間外同様に乗降車駅証明書を取り車掌から購入するか、着駅で精算する。
トイレは改札内に男女別（多目的トイレ未設置）の水洗式便所が設置されている。かつて使用されていた改札外から入る構造の男女共用の汲み取り式便所は閉鎖されているものの、構造の関係で撤去されずに残存している。

### のりば
| 番線 | 路線   | 方向 | 行先                                                                                   |
| ---- | ------ | ---- | -------------------------------------------------------------------------------------- |
| 1    | 日光線 | 上り | 新栃木・東武動物公園・ 東武スカイツリーライン 北千住・とうきょうスカイツリー・浅草方面 |
| 2    | 日光線 | 下り | 下今市・東武日光・ 鬼怒川線 鬼怒川温泉方面                                             |

- 上記の路線名は旅客案内上の名称（「東武スカイツリーライン」は愛称）で表記している。

## 利用状況
2024年度の1日平均乗降人員は72人である。
東武鉄道全206駅の中で最も少ない。
近年の1日平均乗降人員の推移は下記のとおり｡
| 年度               | 1日平均 乗降人員 | 1日平均 乗車人員 | 出典       |
| ------------------ | ---------------- | ---------------- | ---------- |
| 1998年（平成10年） | 169              |                  |            |
| 1999年（平成11年） | 194              |                  |            |
| 2000年（平成12年） | 178              | 86               |            |
| 2001年（平成13年） | 175              | 89               |            |
| 2002年（平成14年） | 156              | 79               |            |
| 2003年（平成15年） | 165              | 83               |            |
| 2004年（平成16年） | 149              | 75               |            |
| 2005年（平成17年） | 126              | 64               |            |
| 2006年（平成18年） | 129              | 66               |            |
| 2007年（平成19年） | 135              | 70               |            |
| 2008年（平成20年） | 157              | 81               |            |
| 2009年（平成21年） | 161              | 83               |            |
| 2010年（平成22年） | 162              | 83               |            |
| 2011年（平成23年） | 155              | 79               |            |
| 2012年（平成23年） | 164              | 82               |            |
| 2013年（平成23年） | 136              | 66               |            |
| 2014年（平成26年） | 104              | 51               |            |
| 2015年（平成27年） | 89               | 43               |            |
| 2016年（平成28年） | 74               | 37               |            |
| 2017年（平成29年） | 73               | 37               |            |
| 2018年（平成30年） | 82               | 41               |            |
| 2019年（令和元年） | 87               | 44               |            |
| 2020年（令和02年） | 64               |                  | [ 東武 3 ] |
| 2021年（令和03年） | 50               | 25               | [ 東武 4 ] |
| 2022年（令和04年） | 57               | 28               | [ 東武 5 ] |
| 2023年（令和05年） | 72               | 37               | [ 東武 6 ] |
| 2024年（令和06年） | 72               | 36               | [ 東武 1 ] |

## 駅周辺

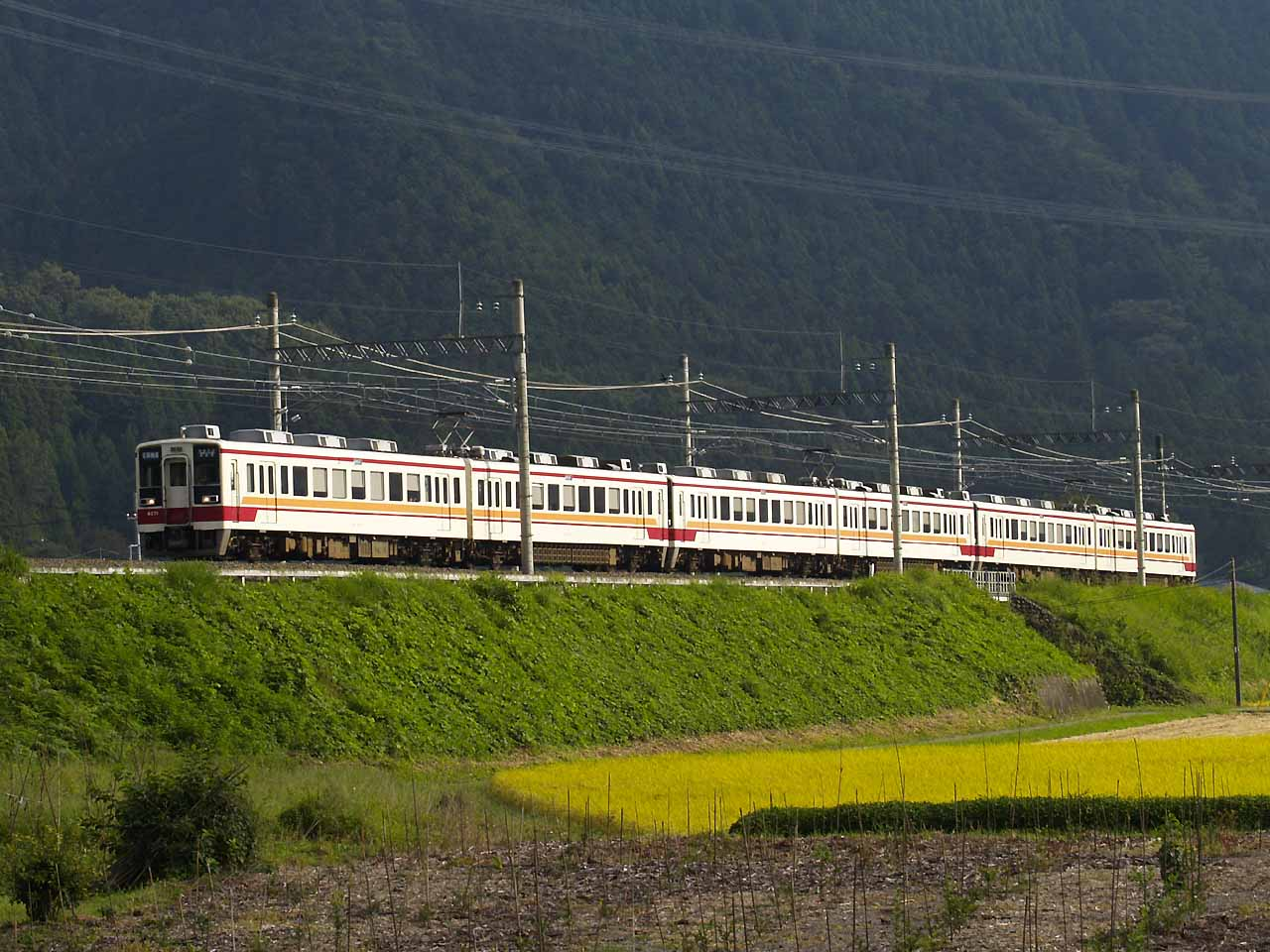
板荷 - 下小代間の築堤を行く6050系区間快速（2008年9月）

駅は鹿沼市板荷地区（旧・板荷村）の中心から南に外れた位置にあり、周辺に民家はまばらである。駅前の県道板荷玉田線を2 kmほど北上すると板荷地区の中心部に至る。
- 鹿沼市板荷コミュニティセンター
- 鹿沼市立板荷中学校
- 鹿沼市立板荷小学校
- 鹿沼市自然体験交流センター
- 鹿沼市民バス（リーバス）「東武板荷駅前」停留所 - 小来川森崎線

このほか、1984年に東京・足立区が鹿沼野外レクリエーションセンターを開設したが、利用客の減少などで2012年3月をもって閉鎖した。

## 隣の駅
東武鉄道
 日光線
■急行
通過
■普通
北鹿沼駅 (TN 19) - 板荷駅 (TN 20) - 下小代駅 (TN 21)